# Potamon fluviatile
Espèce
Statut de conservation UICN

 NT  : Quasi menacé
Répartition géographique
Potamon fluviatile est une espèce de crabes d'eau douce de la famille des Potamidae. Il est aussi nommé crabe des fleuves ou crabe d'eau douce d'Europe.

## Description

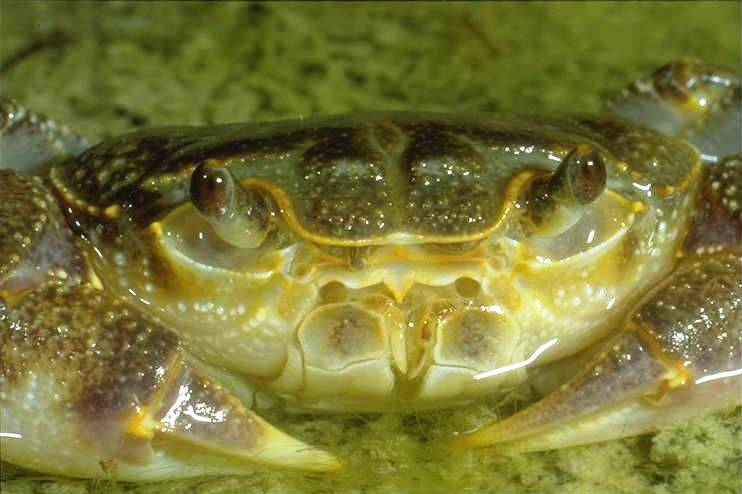

## Distribution
On le trouve fréquemment sur une grande partie du pourtour européen de la Méditerranée et en particulier sur toutes les côtes balkaniques, grecques et îles (Malte, Chypre, Crête, Chios, Rhodes, ...), mais aussi en Italie jusqu'au fleuve Pô et à Rome.
Sous les vestiges du forum de Trajan existe une colonie d'un millier de crabes Potamon fluviatile qui prospèrent à l'abri des prédateurs dans les canaux du Cloaca maxima construit par les Étrusques au VIe siècle av. J.-C. Découverts en 1997, ils auraient été introduits dans le secteur dès les premières visites de bateaux grecs il y a trois mille ans — soit avant la fondation de Rome (-753) —, ce qu'ont confirmé les analyses génétiques faites par les chercheurs de l'Université de Rome III. Cependant ces crabes ont évolué et sont en général plus gros et vivent plus vieux que leurs congénères de la même espèce.
Sa population générale est en net déclin. Certains isolats sont particulièrement menacés comme la population maltaise qui ne survit que dans de rares zones humides.

## Habitat
Ce crabe aime les cours d'eau calmes, en plaine et jusqu'en moyenne altitude. Lors des périodes de sécheresse, il se réfugie dans des galeries qu'il creuse à proximité du cours d'eau.

## Éthologie
- Mœurs : Ce crabe est essentiellement nocturne et ne sort que rarement de l'eau sauf pour chercher un peu de nourriture. D'un comportement plus agressif, ce crabe élimine les écrevisses d'eau douce (Austropotamobius pallipes) qui partagent les mêmes ressources que lui.

- Alimentation : petits crustacés et invertébrés, vers, autres crabes, œufs de batraciens et de poissons, et toute sorte de détritus,

- Taille : ils sont dimorphistes (mâles plus grands que les femelles).

## Reproduction
L'accouplement se fait de mai à octobre. La femelle reçoit du mâle un stock de spermatozoïdes qu'elle va conserver et utiliser jusqu'à la saison suivante. Elle pondra ainsi près de deux cents œufs fécondés qu'elle protège sous sa paroi abdominale durant les quarante jours d'incubation. Après la naissance, les jeunes crabes restent encore une dizaine de jours sous la protection de leur mère avant de se disperser.

## Galerie

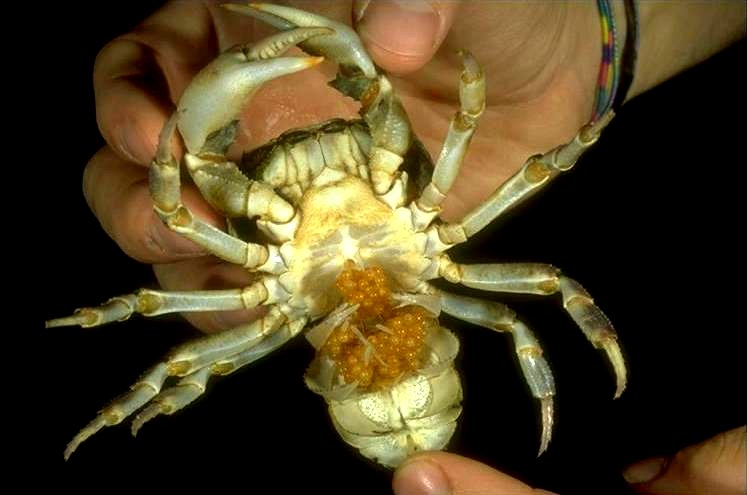
Femelle avec ses œufs de Potamon fluviatile
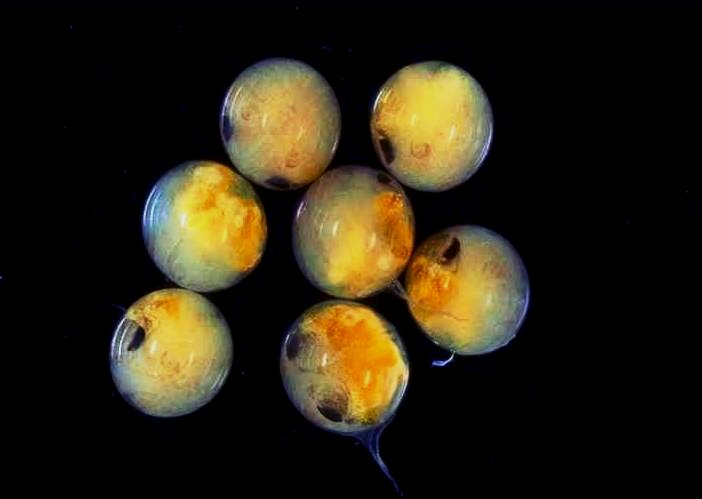
Les œufs de Potamon fluviatile
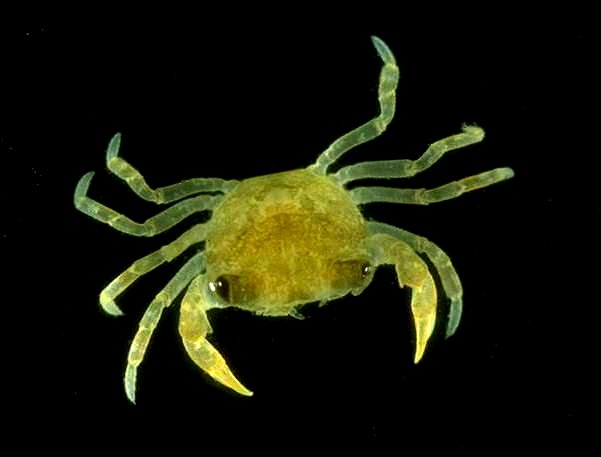
Jeune crabe
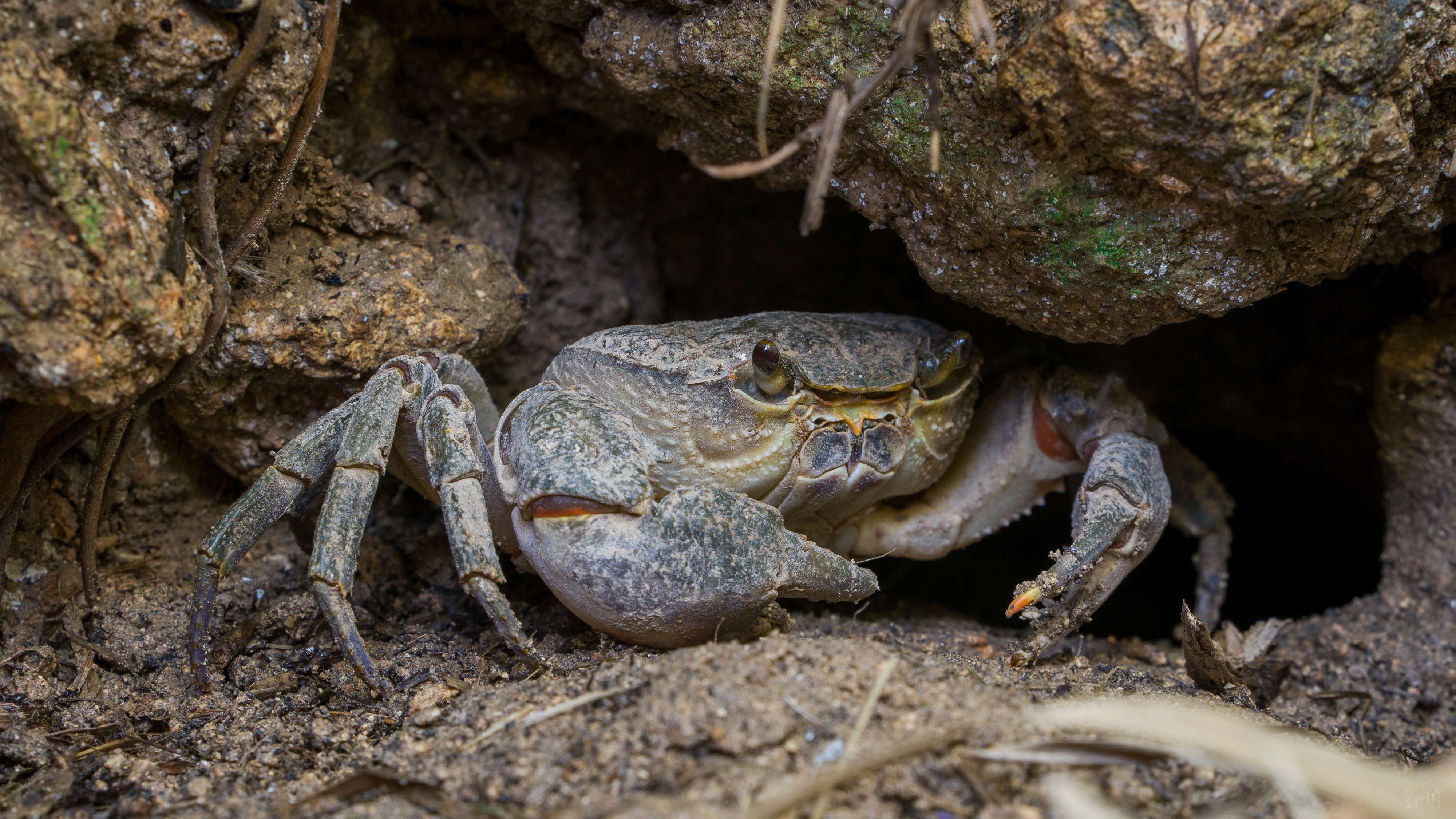
Un Qabru (mt) (Potamon fluviatile lanfrancoi), sous-espèce de Potamon fluviatile qui vit à Malte. Avril 2021.

## Référence
- (de) Herbst, 1785 : Versuch einer Naturgeschichte der Krabben und Krebse nebst einer Systematischen Beischreibung ihrer Verschieden Arten.